# Sacha Toorop
Sacha Toorop (Luik, 1970) is een Belgische singer-songwriter en componist.
De auteur van een zeer persoonlijke muziek, die eclecticisme cultiveert in "een popstijl die alleen van hem is", heeft de interesse gewekt van verschillende artiesten zoals: Ted Milton, Dominique A, Yann Tiersen, Adamo.

## Biografie
Sacha Toorop is geboren in Luik als jongste van zes kinderen. Hij is de zoon van de Indonesisch-Bataafse rock'n'roll-muzikant Ruud "Richy" Toorop, zanger-gitarist bij de Jockers, de Black Eye en de Twangies. Hij is ook de achterneef van schilder Jan Toorop.
Sacha Toorop begon al snel aan een muzikale carrière: als autodidact drummer werd hij al snel een multi-instrumentalist. Vanaf 1988 was hij geassocieerd met een lokale band, Nothing Special, daarna in 1989 met Billy and the E.P.'s. Vanaf het begin van de jaren 1990 wijdde hij zich aan het denkbeeldige orkestproject Zop Hopop, waarmee hij vaak wordt vereenzelvigd en waarrond veel Luikse muzikanten zich scharen.

## Discografie

### Albums
- 1996: Welcome
- 1998: Red Poppies
- 2001: Western
- 2003: Interlude
- 2005: Mangrovia
- 2006: AuClairDeLaTerre
- 2017: Les Tourments du ciel